# Behind the Stockade
Behind the Stockade er en amerikansk stumfilm fra 1911 af George Loane Tucker og Thomas H. Ince.

## Medvirkende
- Mary Pickford - Florence Williams
- Owen Moore - Billy Thompson